# Inglés de Tristán de Acuña
El inglés de Tristán de Acuña (Tristan da Cunha English) es la forma de la lengua inglesa utilizada en la isla de Tristán de Acuña en el océano Atlántico Sur.  El acento tiene semejanzas con los acentos de Sudáfrica, Australia, Nueva Zelanda, y de las islas del Atlántico Sur (Malvinas y Santa Elena). Es considerada como la variedad del inglés más pequeña, aislada y remota del mundo con alrededor de 300 hablantes. También es una de los acentos más jóvenes (los primeros habitantes llegaron a la isla hacia 1820).

## Características
La variedad de inglés hablada en la isla ha tenido influencia de los primeros habitantes provenientes de la islas británicas, Estados Unidos y Santa Elena. La población de la isla es totalmente anglófona y monolingüe, ya que nunca existió contacto con otra lengua. Además, solo hay un único asentamiento (Edimburgo de los Siete Mares), haciendo que no existan variaciones regionales. Tampoco existen variaciones sociolingüísticas.
Esta variedad (junto con la malvinense y la hablada en la isla Santa Elena) no son róticas, lo que significa que la /r/ no se pronuncia al final de una palabra o antes de una consonante, al igual que en el sureste de Inglaterra, o partes de Nueva Inglaterra. De hecho, al igual que en estos sitios, los habitantes de las islas del Atlántico Sur dicen "Pahk el cah" (‘park the car’) para referirse a aparcar al coche. Esta variedad también exhibe el llamado "r que une" , por lo que la /r/ se pronuncia si va seguida de una vocal en la palabra siguiente, como en mothe[r]es (pero no al decir motheh). Otro tipo de [r] presentado en el Atlántico Sur es la llamada "r intrusiva", como en la pronunciación de idea[r].
Además de desarrollar su propio vocabulario peculiar relacionado con las condiciones culturales y sociales de la isla, el inglés de Tristán de Acuña tiene varias características peculiares. Si bien la mayor parte de su sistema vocálico es bastante corriente, no cuentan con la diptongación de la vocal en la palabra face, que se pronuncia [fe:s]. Otra peculiaridad interesante en la pronunciación es la glotalización de paradas, como la consonante media en button, bottle and people. Tal vez aún más peculiar es la extensa inserción de h- en palabras como [h]apple y [h]after. Por otra parte tienden a pronuncial [s] y [sh] como [z] y [zh]. Al igual que muchas otras variedades no estándar de inglés, una forma especial se utiliza para la segunda persona: y’all e you’s, como en el sur de los Estados Unidos.
En cuanto a la gramática, el inglés de Tristán de Acuña se caracteriza por muchas características que se encuentran en otras formas no estándar de inglés, como el uso de los demostrativos para marcar elementos definidos; la regularización de las formas reflexivas (por ejemplo, usar he had, hisself, herself, ourselves); formas no diferenciadas para tiempo pasado y participio pasado; y la falta de un plural marcado después de un número, utilizando la forma singular del sustantivo después de una cifra o un cuantificador (por ejemplo, about two year ago, seventy pound, twelve month, y there wasn’t many house).
También en la isla se suelen utilizar la múltiple negación (por ejemplo: nobody never come out or nothing), comparativas dobles (por ejemplo: I like that more better). Mientras que no hay diferencias en la pronunciación de vocales.